# راشيل كاندي
راشيل كاندي (23 يوليو 1986 - ) (بالإنجليزية: Rachel Candy)‏ هي لاعبة كريكت نيوزلندية.

## وصلات خارجية
- راشيل كاندي على موقع إي آس بي آن كريك إنفو (الإنجليزية)